# Supunna versicolor
Supunna versicolor är en spindelart som beskrevs av Simon 1896. Supunna versicolor ingår i släktet Supunna och familjen flinkspindlar.
Artens utbredningsområde är Victoria, Australien. Inga underarter finns listade i Catalogue of Life.